# San Diego International Film Festival
O San Diego International Film Festival (em português: Festival Internacional de Cinema de San Diego) é um festival de cinema em San Diego, Califórnia, produzido pela organização sem fins lucrativos San Diego Film Foundation. O evento principal é tradicionalmente realizado anualmente no outono em La Jolla e Balboa Park. As categorias variam de ano para ano e incluem língua estrangeira, animação, nativos americanos, equestre, etc.

## História
O Festival Internacional de Cinema de San Diego (originalmente apenas "The San Diego Film Festival") e sua fundação sem fins lucrativos foram fundados em 2001 pela organizadora de eventos Robin Laatz e seu marido, o cineasta Karl. Inicialmente foi criticado por estar "mais empenhado em dar festas do que em colocar filmes de qualidade na tela".
Em 2012, a liderança passou para o casal de produtores Dale Strack e Tonya Mantooth. De acordo com Strack, eles estavam remodelando-o com um "objetivo de longo prazo" de rivalizar com o Sundance Film Festival ou Tribeca Film Festival. O festival se expandiu para um segundo local em La Jolla no mesmo ano. Outra nova mudança foi o estabelecimento de um "Conselho Consultivo dos Nativos Americanos", para inclusão de minorias. As tribos representadas no conselho incluem Luiseño, Kumeyaay, Seminole, Apaches e outros. Membros notáveis do conselho incluem o ator Saginaw Grant (The Lone Ranger, Breaking Bad), Randolph Mantooth (Sons of Anarchy) e Erica Pinto.
Em 2013, o crítico de cinema de Nova York Jeffrey Lyons foi adicionado como anfitrião do festival e nomeado presidente honorário do júri. Ele atuou como apresentador ou co-apresentador junto com seu filho Ben ou com o crítico do Access Hollywood Scott Mantz, até 2018, quando Mantz apresentou solo. O festival adicionou "Internacional" ao seu nome em 2016. Em 2016 o festival estabeleceu um plano para membros VIP assistirem aos vencedores, estreias e exibições especiais ao longo do ano.
Em setembro de 2019, o festival começou a realizar exibições gratuitas de filmes populares em Mission Beach. No mesmo ano, se expandiu para seis dias e sediou um segundo filme na noite de abertura (The Irishman).
Em 2020, devido à pandemia de COVID-19, foi reduzido para quatro dias e apresentou 114 filmes tanto virtualmente quanto em telas de drive-thru. A partir de 2020, tornou-se um dos festivais para qualificação ao Canadian Screen Awards.
Em 2021, exibições presenciais limitadas foram retomadas em novos locais, incluindo o Museu de Artes Fotográficas e o Museu de Arte de San Diego em Balboa Park. Uma exibição especial foi realizada no convés de um porta-aviões histórico no USS Midway Museum. Em 2022, depois que os organizadores do Museu da Mulher da Califórnia encerraram seu festival devido à pandemia de COVID-19, eles uniram forças com o Festival de San Diego para apresentar uma série de filmes femininos.
Em 2023, na 22ª edição, foi exibido o filme vencedor do Oscar, The Holdovers. O Festival ocorreu de 18 a 22 de outubro no Balboa Park do Museu de Artes Fotográficas, nesses 5 dias foram exibidos 91 filmes dos 3.200 filmes inscritos. O tema do Festival deste ano foi "Celebrando o poder do cinema", o que significa que os filmes delinearam a importância do cinema e o seu impacto na nossa sociedade e comunidade.